# ديزني فانتسي
ديزني فانتسي هي سفينة هي تابعت للشركة كروز الأميركية وهي جزء من شركة والت ديزني و هي السفينة الرابعة فيخط رحلات كروز ديزني وأمر إنشاء السفينة في عام 2007 وانطلق تشغيله في 8 يناير

## تاريخ
في شباط/فبراير 2007 أعلنت ديزني أنها سوف تبني سفينتين جديدة لأسطولها البحري السياحي. وقد سمت السفينة الأولى التي دخلت الخدمة باسم ديزني فانتسي اما السفينة الأخرى دريم ديزني التي دخلت الخدمة في عام 2012